# Onosma visianii
Onosma visianii är en strävbladig växtart som beskrevs av G. C. Clementi. Onosma visianii ingår i släktet Onosma och familjen strävbladiga växter. Inga underarter finns listade i Catalogue of Life.

## Bildgalleri

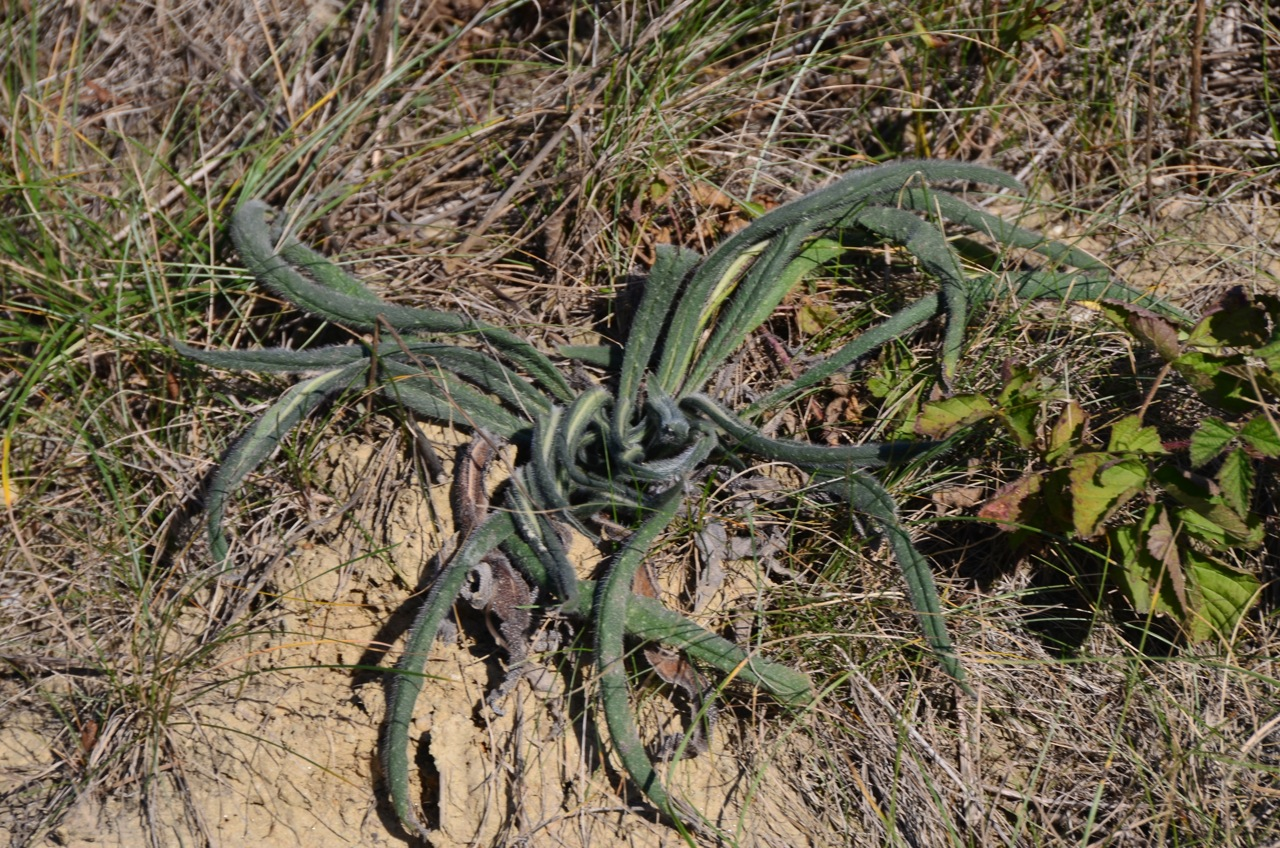
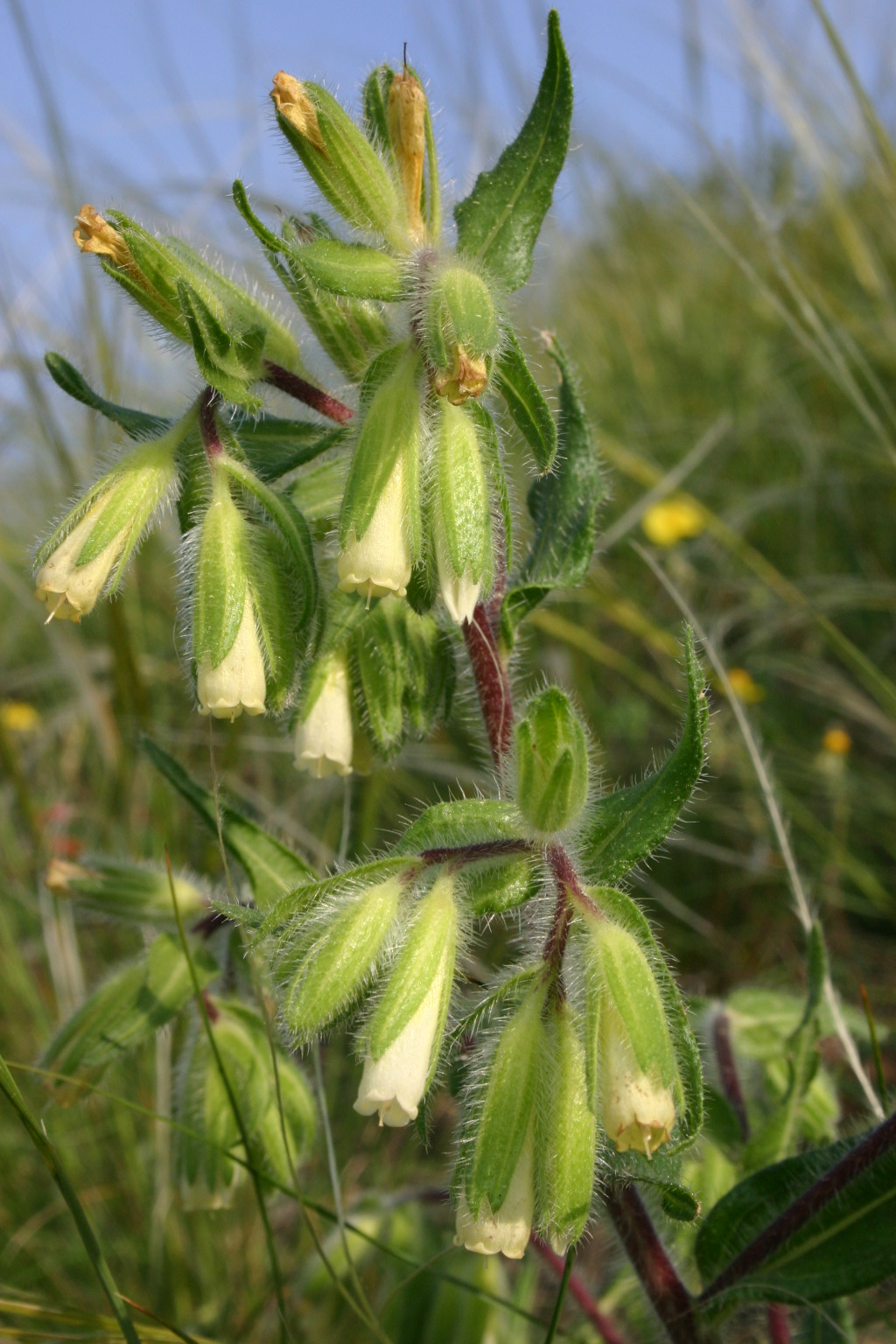
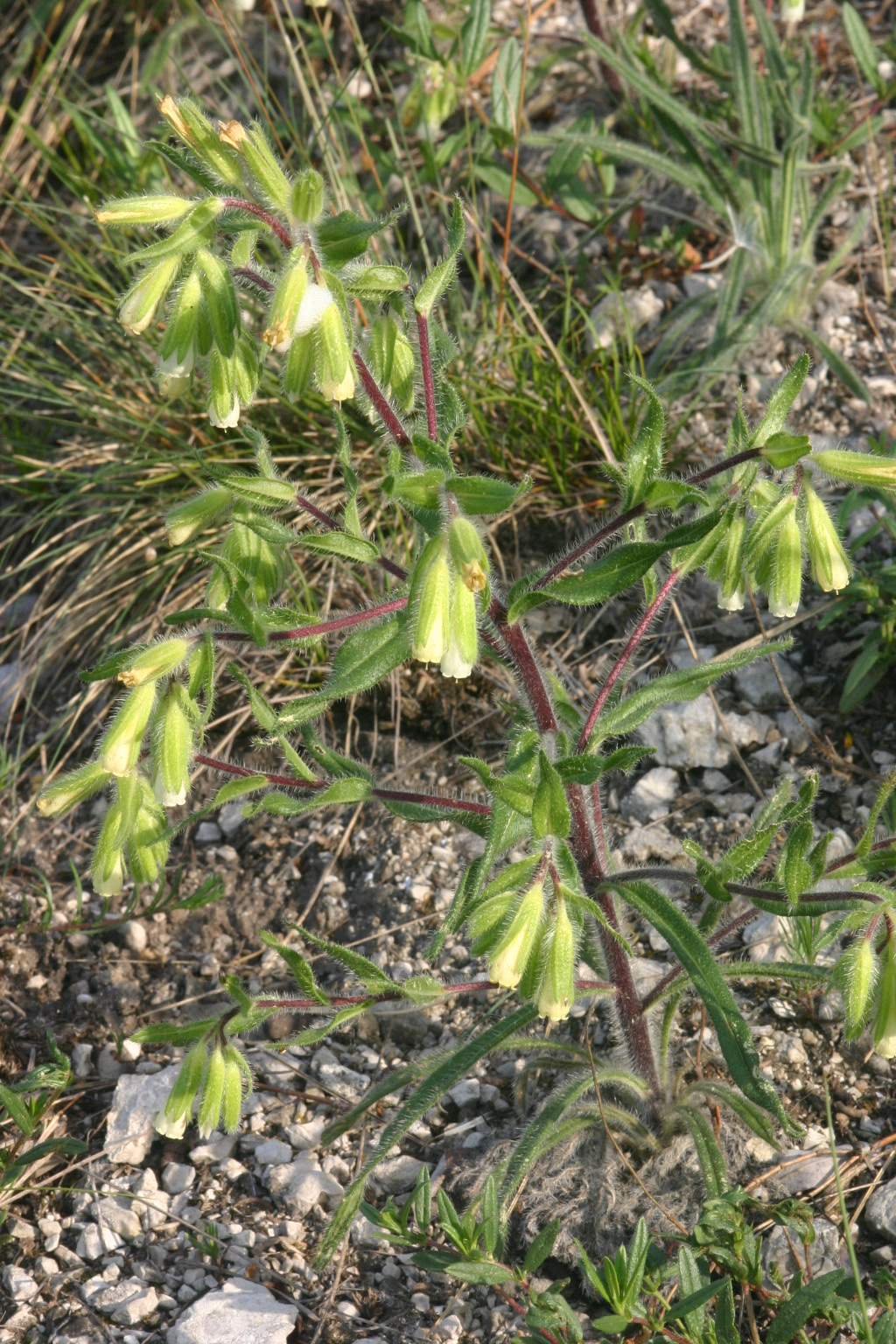
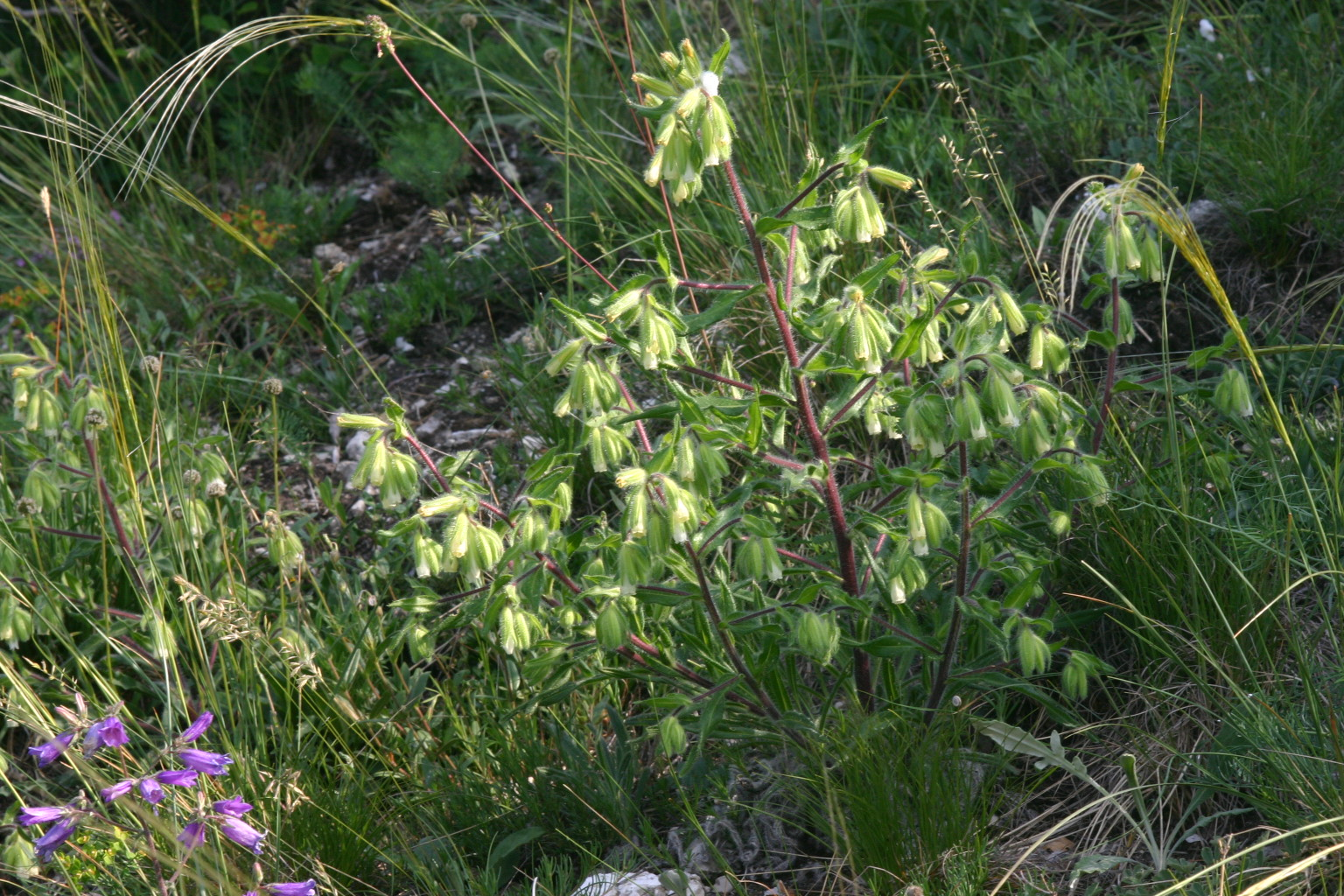
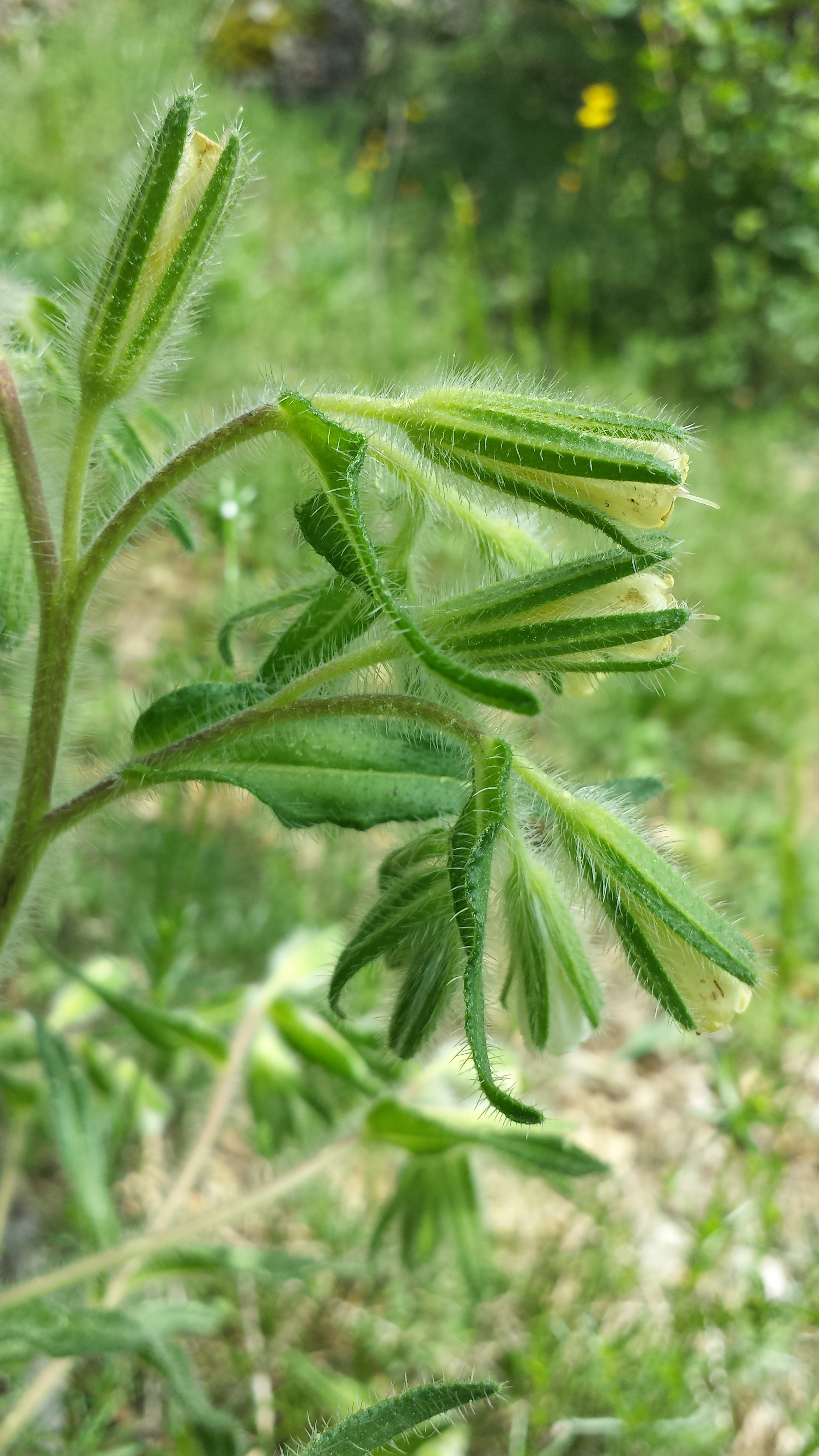
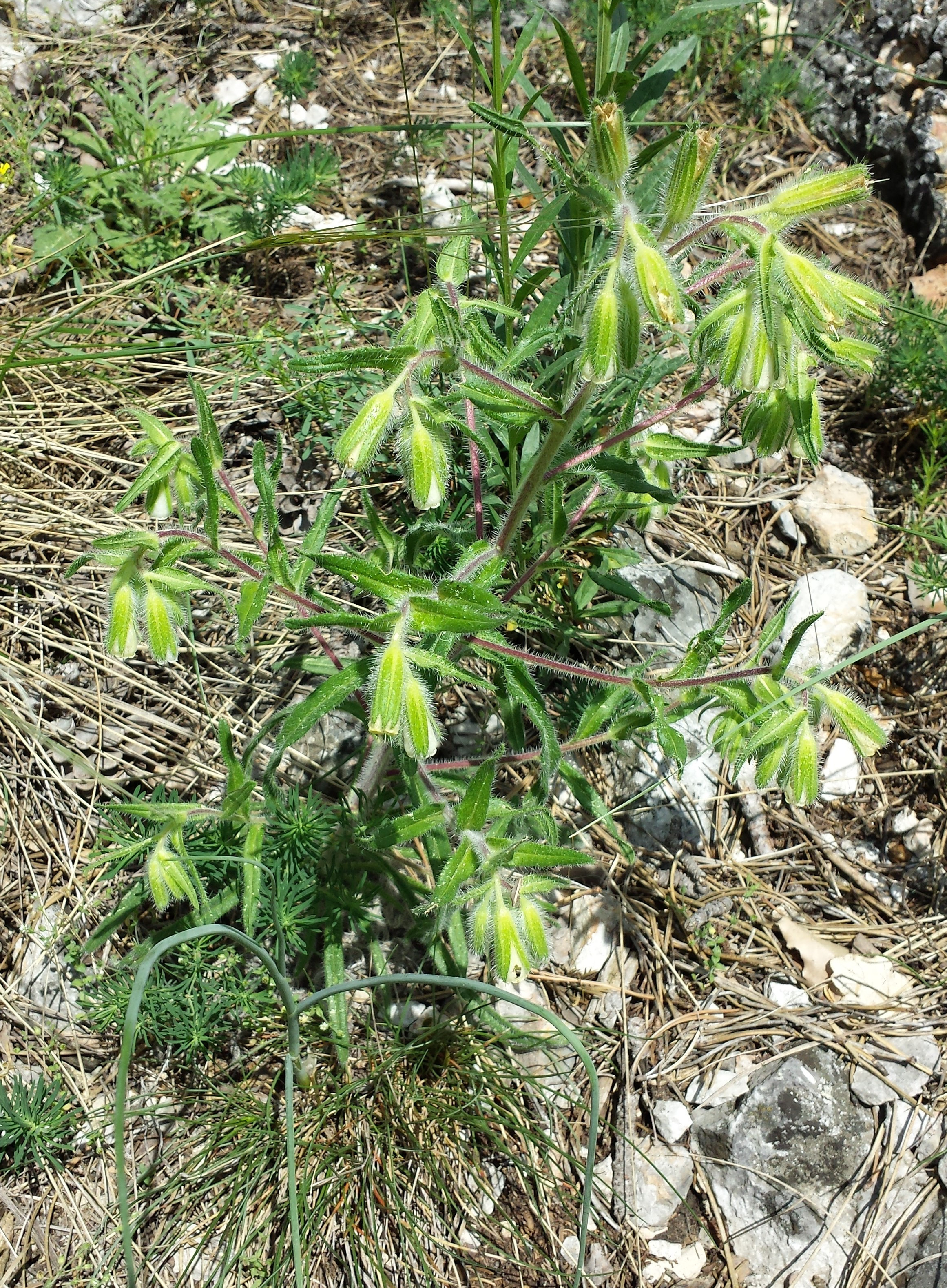